# مطوبس
مطوبِس، مدينة مصرية تقع في أقصى شمال مصر، وتتبع محافظة كفر الشيخ إدراياً، والمدينة عاصمة مركز مطوبس.

## التاريخ
مدينة مطوبِس من النواحي القديمة، حيث وردت باسم «نطوبس الرمان» في أعمال فوه والمزاحمتين ضمن قرى الروك الصلاحي التي أحصاها ابن مماتي في كتاب قوانين الدواوين، كما وردت باسم «نطوبس الرمان» في أعمال فوه والمزاحمتين ضمن قرى الروك الناصري التي أحصاها ابن الجيعان في كتاب «التحفة السنية بأسماء البلاد المصرية». وفي العصر العثماني وردت باسم «نطوبس الرمان» في التربيع العثماني الذي أجراه الوالي العثماني سليمان باشا الخادم في عصر السلطان العثماني سليمان القانوني ضمن قرى ولاية الغربية، وفي تاريخ 1228هـ/1813م الذي عدّ قرى مصر بعد المسح الذي قام به محمد علي باشا باسم «مطوبس» ضمن قرى مديرية الغربية.

## السكان
حسب التعداد السكاني لعام 2006، بلغ إجمالي سكان مدينة مطوبِس 31,193 نسمة، منهم 15,233 ذكر و15,960 أنثى.